# Национален музей на образованието (Албания)
Националният музей на образованието (на албански: Muzeu Kombëtar i Arsimit) е национален музей в Корча, Албания. Музеят е разположен в сградата, където на 7 март 1887 г. е открито първото албанско училище, Mësonjëtorja. Музеят представя историята на албанската писменост и албански публикации, като първата албанска азбука, написана от патриота Наум Векилхарджи, и втората албанска азбука, написана от Костандин Кристофориди. Има и снимки на видни патриоти, допринесли за откриването на училището, като Пандели Сотири, Петро Нини Луараси и Нучи Начи.

## Сграда
Националният музей на образованието се намира в сградата, където е открито първо училище на албански език (на 7 март 1887 г.), или както е известно „Първо албанско училище” (на албански: Mësonjëtorja e Parë Shqipe). Самата сграда датира от 1840 г., когато е построена като е запазила много от оригиналните си характеристики и днес има статут на паметник на културата в Албания. От времето на построяването си сградата е предимно с обществено предназначение. Първоначално е дом на патриота на Корча Диаманти Терпо, който я дарява за училище. Училището се помещава в сградата от 1887 до 1902 г., когато османските власти го превръщат в затвор. След Младотурската революция местните албанци отново поемат управлението на сградата, за да отворят отново албанското училище, а на 1 октомври 1908 г. създават и музикална и патриотична група, наречена „Banda e Lirisë“. Сградата продължава да функционира като училище до 1967 г., когато е превърната в Национален музей на образованието, какъвто е до днес.